# أحمد سعيد (مذيع)
أحمد سعيد (9 صفر 1344 هـ / 29 أغسطس 1925م - 19 رمضان 1439 هـ / 4 يونيو 2018م) هو مذيع مصري اشتهر في حقبة الخمسينات والستينات من القرن الماضي. رأس إذاعة صوت العرب في عهد الرئيس عبد الناصر من سنة 1953م إلى 1967م. واعتبرت من أهم الإذاعات العربية في تلك الحقبة.
عمل احمد سعيد كمذيع رئيسي منذ انطلاق «برنامج صوت العرب» عبر إذاعة القاهرة. ثم مديرا لإذاعة صوت العرب عند تأسيسها في 4 يوليو 1953. وعمل بها مدة 14 عاما، حتى قدم استقالته في سبتمبر من عام 1967.
عرف أحمد سعيد بأسلوبه في الاداء الإذاعي. وعرف جماهيريا في مصر والعالم العربي. وفي ذروة شهرته طلبت الحكومة البريطانية من الرئيس جمال عبد الناصر عام 1965، رفع اسم أحمد سعيد من قائمة الوفد المصري المسافر إلى لندن، بعد اعتراض مجلس العموم عليه، بتهمة تحريضه على قتل الجنود البريطانيين في عدن. ورفض الرئيس عبد الناصر الطلب البريطاني. وكادت أن تحدث أزمة بين البلدين حتى تدخل رئيس الوزراء البريطاني هارولد ويلسون وألقى خطابا في مجلس العموم لاحتواء الموضوع.

## أحمد سعيد وحرب 1967
يتهم أحمد سعيد بأنه أعلن انتصار الجيش المصري في حرب 1967. ونقل عبر اذاعة صوت العرب بيانات عسكرية منسوبة لمصادر عسكرية في الجيش المصري تخبر عن انتصار ساحق لمصر وعن إسقاط عشرات الطائرات الإسرائيلية. وذلك بناء على البيانات الصادرة من الجيش والقيادة السياسية.[بحاجة لمصدر] في الوقت الذي شهدت فيه جميع الجبهات هزيمة للجيش المصري من قبل الجيش الإسرائيلي. وقصف للطائرات المصرية وهي على الأرض وقبل أن تقلع من المدارج.
يقول أحمد سعيد في مقابلة بخصوص هذا الموضوع: «لا تستطيع أي صحيفة أو إذاعة أو قناة تليفزيونية عندما يأتي إليها بيان من أي وزير في الدولة وهي في حالة حرب أن تمتنع عن نشره».